# Hrachor
Hrachor (Lathyrus) je rod jednoletých nebo vytrvalých bylin vyskytující se v Evropě, Asii, Africe, Severní Americe i Austrálii, je rozdělen do asi  150 druhů. Vyrůstá od mírného podnebného pásma až po tropy. V přírodě jsou to většinou planě rostoucí rostliny, některé druhy jsou vysévány jako krmivo pro zvířata nebo pěstovány coby okrasné rostliny. Hrachor setý je jednou z nejstarších domestikovaných rostlin vůbec.

## Zástupci
V České republice roste těchto 21 druhů rodu hrachor:
- hrachor bahenní (Lathyrus palustris) L.
- hrachor cizrnový (Lathyrus cicera) L.
- hrachor černý (Lathyrus niger) (L.) Bernh.
- hrachor hlíznatý (Lathyrus tuberosus) L.
- hrachor horský (Lathyrus linifolius) (Reichard) Bässler
- hrachor hrachovitý (Lathyrus pisiformis) L.
- hrachor chlupatý (Lathyrus hirsutus) L.
- hrachor jarní (Lathyrus vernus) (L.) Bernh.
- hrachor lesní (Lathyrus sylvestris) L.
- hrachor luční (Lathyrus pratensis) L.
- hrachor pačočkový (Lathyrus aphaca) L.
- hrachor panonský (Lathyrus pannonicus) (Jacq.) Garcke
  - hrachor panonský pravý (Lathyrus pannonicus subsp. pannonicus)
  - hrachor panonský chlumní (Lathyrus pannonicus subsp. collinus) (J. Ortmann) Soó
- hrachor popínavý (Lathyrus clymenum) L.
- hrachor roční (Lathyrus annuus) L.
- hrachor různolistý (Lathyrus heterophyllus) L.
- hrachor setý (Lathyrus sativus) L.
- hrachor širolistý (Lathyrus latifolius) L.
- hrachor tangerský (Lathyrus tingitanus) L.
- hrachor trávolistý (Lathyrus nissolia) L.
  - hrachor trávolistý pravý (Lathyrus nissolia subsp. nissolia)
  - hrachor trávolistý pýřitý (Lathyrus nissolia subsp. pubescens) (Beck) Soják
- hrachor vonný (Lathyrus odoratus) L.
- hrachor žlutoplodý (Lathyrus ochrus) (L.) DC.

Z toho jsou považovány za druhy:
- (C1) kriticky ohrožené – hrachor bahenní hrachor hrachovitý a hrachor panonský pravý,
- (C2) ohrožené – hrachor různolistý a hrachor panonský chlumní,
- (C3) zranitelné – hrachor horský a hrachor širolistý.[1]